# Софија Седмакова
Софијa "Соња" Седмаковa-Симић (Петроварадин, 15. мај 1875. — после 1920.) била је српска оперска певачица, мецосопран.

## Каријера
Софија Седмакова је две године учила соло певање на Конзерваторијуму у Будимпешти, затим је од 1898. до 1901. студирала на Бечком конзерваторијуму код Розе Папир-Паумгартнер. Потом се усавршавала у Ахену. На студијама у Бечу, Софија је била рангирана као прва од 32 ученице.
Забележено је да је одмах након завршених студија у Бечу добила ангажман 1. септембра 1901. у Опери у Франкфурту за почетну плату од 4.600 марака. Ангажан у Франкфурту био је уговорен на пет година.
Била је солисткиња Оперā у Хајделбергу и Стразбуру. Као чланица Минхенске опере 1906. и 1907. у Народном позоришту у Београду истакла се интерпретацијама Сантуце у Кавалерији рустикани Пјетра Маскањија и насловне улоге у Бизеовој опери Кармен.
Још као будимпештанска ученица наступала је 1896. на концерту у Београду у част рођендана краљице Наталије. Софија је имала непрекидну сарадњу са Народним позориштем у Београду, а крајем 19. века наступила је два пута у Новом Саду (1898-1899).
У Бечу је певала на "забави са игранком" коју је организовало Српско академско друштво Зора на Дан Светог Саве 27. јануара 1901. у дворани Ронахер. Седмакова је, уз пратњу клавира, певала "Ја те љубим" од Грига.
14. новембра 1902. Софија Седмакова је певала у Београду у Народном позоришту у паузи између чинова представе Школски надзорник од Косте Трифковића и Покондирена тиква од Јована Стерије Поповића. Певала је тада арије Петра Чајковског, Франца Листа, Антоњинa Дворжака, Едуарда Ласена, Александра фон Филица и других композитора. 1903. такође је певала између чинова арије Маскањија, Шумана и народну песму „Градином  злато ходило“.
На концертима у Аустрији и Немачкој изводила је и друге песме тада савремених композитора као што су Чајковски, Хуго Волф, Јоханес Брамс и Рихард Штраус.
У јесен 1913. добила је ангажман у бечкој Народној опери, где је наступала у Маскањијевој опери „Кавалерија рустикана“ (као Лусија), у „Хофмановим причама“ Жака Офенбаха (као Николаус), у „Кармен“ Жоржа Бизеа (као Мерцедес), у Вагнеровим операма „Летећи Холанђанин“ (као медицинска сестра Марија) и „Мајстори певачи из Нирнберга“ (као Магдалена), као и у музичкој представи Небеско-плаво време Оскара Штрауса (као грофица Софија Доротеја).

Након наступа у градском позоришту у Стразбуру 1914. локалне новине Најновије вести стразбуршке су написале поводом Седмакове у улози Амнериде у Вердијевој опери Аида:
...појава која по њеном јучерашњем приказу не само да даје основа за одиста велике наде, него их и данас донекле испуњује. Висока је стаса, лепа, од младости свежа лица са врло карактеристичним цртама и са очима које сведоче о веома разивјеном унутрашњем животу. Певање јој беше из срца, нарочито у оним местима, при којима је певачица развила свој глас до пуне топлоте... У њој куца права уметничка крв, живује живот, који она саопштава служаоцима, те их потреса. Нарочито у великој сцени четрвтог акта, подигла се госпођица Седмакова до величине, до толике подобности изражаја, које је заслужило допадање којим ју је публика видно потресена поздравила..."
Поновни ангажман у Народном позоришту у Београду Соња је имала током 1914. када је наступала у Вертеру као Лота и у Трубадуру као Ацучена. Певала је и главну улогу у драмском комаду са певањем „Коштана” у режији Петра Крстића.

## Хуманитарни рад
У организацији Српске новосадске читаонице, у Позоришту Дунђерскога у Новом Саду, Софија Седмакова је наступила заједно са Маром Петровић, Фрањом Петриком и Певачким друштвом трговачке омладине. 12. септембра 1899. Седмакова је певала романсу из опере "Јеврејка" (фр. La Juive) од Фроментала Хелевија,  песму из "Дивљег ловца" од Голдмарка, "Еј само четврт часа" од Еугена Хилдаха и "Еј, да ми је драгана" од Вебера. Сав приход са овог концерта ишао је у прилог зидања Српске новосадске гимназије.
11. јула 1908 одржан је хуманитарни концерт како би се прикупио новац за породицу оболелог Радоја Домановића. Седмакова је тада наступила као првакиња Стразбуршке опере.
Из „Извештаја српског болничког фонда и друге посебне ратне помоћи за Србију“ (1917) стоји да је Соња Симић певала у Америци за прикупљање средстава за помоћ страдалим Србима. У ту сврху за Соњу је организован низ концерата у Америци:
- Концерт у Бостону, организован од стране госпођице Роуз И. Декстер и госпође Ралф Крам;
- Концерт у Вашингтону, организован од стране госпођице М. С. Кодман;
- Концерт у Балтимору, организован од стране госпође Г. Хантингтон Вилијам, госпође Гил и госпођице Хелен Стерлинг,
- У децембру 1916. гостовала је у Бостону у кући Хенрија Л. Хигинсона, где је изводила песме из Брамсових композиција;
- 11. јануара 1917. наступила је у српској народној ношњи у Бејли Холу Универзитета Корнел у Итаки. Универзитетски оркестар био је под управом Џорџа Л. Колмана, са универзитетским оргуљашем Џејмсом Т. Кворлсом и клавирском пратњом Елсе Хејстер.[1]

Новине Корнел Дејли Сан навеле су тада да је "мадам Симић својим гласом надокнадила акустичке недостатке простора Бејли Хола". Српске народне песме примљене су са највећим задовољством, а два биса је певала на енглеском: „If I Were You“ и „Annie Laurie“. Врхунац наступа биле су арије из Вагнерове опере „Рајнско злато“ и арије Узалудна серенада и Моја љубав је зелена од Јоханеса Брамса.

## Одлазак у Ницу и Њујорк
Након смрти супруга Стојана Ђ. Симића, Софија се са ћерком Ружицом населила код свекра Ђорђа Симића у Ници. Последњи познати податак о Софији Симић датира из 1920. године када је регистрована при доласку у Њујорк из Нице.

## Снимци

### Узо деда свог унука
- Музика: Јосиф Маринковић (1851-1931),
- Текст: Јован Јовановић Змај (1833-1904),
- Снимљено у Њујорку, 28. децембра 1916. године,
- Вокал: Соња Симић, уз пратњу Краљевског оркестра,
- Диригент: Розарио Бурдон.[1]
- Снимак на Јутјубу

### Море, на крај села шарена чесма
- Варијација познате народне песме из околине Врања
- Снимљено у Њујорку, 28. децембра 1916. године,
- Вокал: Соња Симић, уз пратњу Краљевског оркестра,
- Диригент: Розарио Бурдон.[1]
- Снимак на Јутјубу

### Сунце јарко, не сијаш једнако
- Музика: Корнелије Станковић (1831-1865)
- Речи: Исидор Ћирић (1844-1893)
- Снимљено у Њујорку, 27. децембра 1916. године,
- Вокал: Соња Симић, уз пратњу Краљевског оркестра,
- Диригент: Розарио Бурдон.[1]
- Снимак на Јутјубу

### Прошло је време борбе
- Српска родољубива песма
- Снимљено у Њујорку, 27. децембра 1916. године,
- Вокал: Соња Симић, уз пратњу Краљевског оркестра,
- Диригент: Розарио Бурдон.[1]
- Снимак на Јутјубу